# Standing Pine
Standing Pine és una concentració de població designada pel cens dels Estats Units a l'estat de Mississipi. Segons el cens del 2000 tenia 509 habitants.

## Demografia
Segons el cens del 2000, Standing Pine tenia 509 habitants, 135 habitatges, i 112 famílies. La densitat de població era de 61,2 habitants per km².
Dels 135 habitatges en un 43,7% hi vivien nens de menys de 18 anys, en un 48,9% hi vivien parelles casades, en un 24,4% dones solteres, i en un 16,3% no eren unitats familiars. En el 15,6% dels habitatges hi vivien persones soles el 5,2% de les quals corresponia a persones de 65 anys o més que vivien soles. El nombre mitjà de persones vivint en cada habitatge era de 3,77 i el nombre mitjà de persones que vivien en cada família era de 4,04.
Per edats la població es repartia de la següent manera: un 42,8% tenia menys de 18 anys, un 10,2% entre 18 i 24, un 26,9% entre 25 i 44, un 15,7% de 45 a 60 i un 4,3% 65 anys o més.
L'edat mediana era de 22 anys. Per cada 100 dones de 18 o més anys hi havia 94 homes.
La renda mediana per habitatge era de 36.538 $ i la renda mediana per família de 28.558 $. Els homes tenien una renda mediana de 20.833 $ mentre que les dones 18.566 $. La renda per capita de la població era de 10.111 $. Entorn del 10,1% de les famílies i el 15,4% de la població estaven per davall del llindar de pobresa.

## Poblacions més properes
El següent diagrama mostra les poblacions més properes.